# 潮見坂平和公園
潮見坂平和公園（しおみざかへいわこうえん）は、愛知県春日井市にある墓園である。

## 概要
管理は、以前財団法人春日井市市民サービス公社が行っていたが、現在は春日井市が行っている。
「潮見坂墓園」または単に「平和公園」とも呼ばれている。
公園の大半は春日井市に属するが、施設の一部は小牧市にある。
春日井市在住者以外の永代使用料は、在住者の1.5倍となる。
市外在住者は、空き区画（返還区画）への申込みは可能だが「新規区画」への申込みはできない。

## 所在地
- 愛知県春日井市大泉寺町字大池下292番地

## 交通機関
- かすがいシティバス（病院循環線東部線）の平和公園口停留所下車、北へ約700メートル。
- 名鉄バスの桃花園線の桃花園停留所下車、東へ約1.2キロメートル。
- お盆、春と秋の彼岸、年末には名鉄小牧線 味美駅（JR中央本線 勝川駅経由）から名鉄バスの臨時バスが運行される。

## 周辺
- 尾張東部聖苑 - 公園に隣接してある火葬場
- 桃花園 - 新興住宅地
- 若草学園 - 児童福祉施設
- 春日井グリーンゴルフ - ゴルフ練習所
- 薬王寺
- 愛后神社
- 国道19号（春日井バイパス）